# West Nederlands Symfonie Orkest
Het West Nederlands Symfonie Orkest was een kamerorkest annex symfonieorkest in met name Zuid-Holland, maar ook daarbuiten.
Het orkest ontstaat in 1948 voornamelijk bedoeld als orkest voor jonge musici. Ze werd ingeschakeld door plaatselijke oratoriumverenigingen en koren. Het reeds aanwezige Residentie Orkest was daartoe gezien de grote bezetting niet geschikt. Musicus Sam Swaap, die net met pensioen was gegaan bij het Residentie Orkest gaf leiding aan het nieuw opgerichte orkest, dat pas midden jaren vijftig enige bekendheid kreeg. In 1956 waren dirigent en orkest betrokken bij de feestelijkheden rondom Operatie H20, een plan in het kader van de Zuiderzeewerken ter ontsluiting van de Oostelijk Flevoland richting Kampen en Zwolle.
Op 17 december 1956 gaf het orkest haar eerste abonnementsconcert. Dirigenten waren eerder genoemde Swaap en Frits Koeberg in een uitvoering van diens Avondmuziek. Solisten waren Adrienne de Smet (viool, concertmeester van het Residentie Orkest) en Ria Koens (alt). Het orkest moest in haar beginjaren concurreren met het Rotterdams Kamer Orkest van Piet Ketting en de Nederlandse Orkest Vereniging, die echter alle twee voor 1960 werden opgeheven. Het orkest van Swaap was niet bij machte onder een laag budget die leemtes op te vullen. 
In 1963 rees de vraag of het orkest wel levensvatbaar was, de dirigent werkte er onbezoldigd en de musici moesten bijbanen nemen om hun levensonderhoud te kunnen bekostigen. De Zuidhollandse gemeenten maakten geen keus en zo kwam er het Zuid-Hollands Orkest van Jan van der Zwaard. Beide orkesten pruttelden door tot 1967 toen er opnieuw gekozen moest worden. Beide orkesten fuseerden tot het Gewestelijk Orkest voor Zuid-Holland en kregen als nieuwe standplaats Delft met financiële ondersteuning uit Den Haag en Rotterdam. Men ging er vanuit dat Swaap eerste dirigent zou worden en Van der Zwaard tweede, maar een commissie passeerde beiden en stelde Bart van Beinum aan. 
Landelijk: Koninklijk Concertgebouworkest · Nederlands Philharmonisch Orkest · Nederlands Kamerorkest 

Landelijk/regionaal: Holland Symfonia · Rotterdams Philharmonisch Orkest · Residentie Orkest

Regionaal: Noord Nederlands Orkest · Orkest van het Oosten · Het Gelders Orkest · RBO Sinfonia · philharmonie zuidnederland · Het Zeeuws Orkest 

Orkesten van de Omroep: Radio Filharmonisch Orkest · Radio Kamer Filharmonie · Metropole Orkest

Opgeheven of gefuseerd: Amsterdams Philharmonisch Orkest · Frysk Orkest · Gewestelijk Orkest voor Zuid-Holland · Overijssels Philharmonisch Orkest / Forum Filharmonisch · Nederlands Balletorkest · Noordelijk Filharmonisch Orkest · Noordhollands Philharmonisch Orkest · Omroep Orkest · Radio Kamerorkest · Radio Symfonie Orkest · Utrechts Symfonie Orkest · Brabants Orkest · Limburgs Symfonie Orkest · West Nederlands Symfonie Orkest · Zuid-Hollands Orkest